# Holosteum marginatum
Holosteum marginatum är en nejlikväxtart som beskrevs av Fisch. och C. A. Mey. Holosteum marginatum ingår i släktet fågelarvar, och familjen nejlikväxter. Inga underarter finns listade i Catalogue of Life.